# Willem Dirckszn Bardes
Willem Dirckszn Bardes (Amsterdam, ca. 1496 – Delft, waarschijnlijk 1577) was een Amsterdams regent en schout, bekend door zijn betrokkenheid bij religieuze en politieke twisten in de zestiende eeuw en het wederdopercomplot tegen hem.
Bardes was zeepzieder aan de Nieuwendijk. Hij stamde uit een oud regentengeslacht. Zijn voorvader Dirck Bardes was tussen 1484 en 1500 zesmaal burgemeester van Amsterdam. Diens zonen Goossen en Simon maakten later eveneens deel uit van het stadsbestuur. Simon’s zoon Dirck bekleedde tussen 1484 en 1500 zesmaal het ambt van burgemeester. Hij had onder andere een zoon Willem die huwde met Clara, dochter van schepen Claes Heyn. Uit dit huwelijk werden twee zonen geboren: Claes Heyn Willemsz., die lid was van de vroedschap, en meermalen burgemeester werd, en Willem Dirckszn. 
Willem Dirckszn Bardes werd in 1529 schepen van Amsterdam. In 1542 werd hij op voorspraak van burgemeester Hendrick Dirckszn benoemd tot schout. Hij vervulde dit ambt acht jaar lang tot tevredenheid van de stadsregering.
In 1550 bewerkstelligde Bardes dat het schoutambt weer onder direct gezag van de landvoogdes in plaats van de stad kwam, waarna hij werd herbenoemd. Dit riep weerstand op bij het stadsbestuur, dat hem ervan beschuldigde geheime informatie over de financiële toestand van de stad te hebben doorgespeeld aan het hof. De breuk met zijn voormalige beschermheer Dirckszn was totaal; de onenigheid liep zo hoog op dat er twee kampen ontstonden: de "Schoutisten" en de "Hendrik-Dirksisten".
In een poging Bardes in een kwaad daglicht te stellen, liet Dirckszn via de pastoor van de Oude Kerk, Floris Egbertszn, valse getuigenverklaringen verzamelen. Bardes en zijn vrouw zouden zich aangesloten hebben bij de wederdopers en ketterse bijeenkomsten hebben georganiseerd. Onderzoek wees uit dat de verklaringen vals waren. De pastoor werd verbannen. Dirckszn werd, bij gebrek aan bewijs, tegen een borgsom vrijgelaten en werd zelfs opnieuw tot burgemeester gekozen.
In 1566 verloor Bardes zijn baan, toen het schoutambt weer aan de stad werd verpand. Hij ging daarna in Den Haag wonen, waar hij op 13 oktober 1567 werd gearresteerd. Men beschuldigde hem ervan dat hij op 24 augustus 1566 een gereformeerde predikant in de stad had gehaald en contact had gehad met de Willem van Oranje en zijn aanhangers. Na bijna drie jaar gevangenschap, waarin hij ook werd gemarteld, sprak de Raad van Beroerten hem op 12 juni 1570 vrij.
Daarna koos hij de kant van de opstand tegen Spanje. Hij vestigde zich in Delft en sloot zich aan bij de partij van Willem van Oranje. Zijn bezittingen bij Amsterdam werden door de Spanjaarden verbeurd verklaard. In Delft leidde hij een armoedig bestaan. In 1577 overleed hij, vermoedelijk berooid. 
Zijn zoon Willem zou na de Alteratie in 1578 twaalf keer tot burgemeester van Amsterdam worden gekozen. 